# Charles Edward Lincoln
Charles Edward Lincoln es un antropólogo de la cultura maya. Es conocido por sus contribuciones al estudio de la sociedad maya y ha hecho estudios comparativos de la hipótrsis trifuncional de Georges Dumézil a la estructura de la jerarquía de los mayas. A finales de 1970, 1980 y 1990 estudió en el Museo Peabody de Arqueología y Etnología, y también estudió con Gordon Willey en varias partes de Yucatán.
Su tesis de grado de honores en Tulane (1980) se llama "Una evaluación preliminar de Izamal, Yucatán, México."
Ha publicado varios artículos en español en el Boletín de Ciencias Antropológicas de la Universidad Autonomía de Yucatán incluyendo en Izamal, Chichén Itzá, y prehispánica Agricultura.